# Jagdgeschwader 143
Das Jagdgeschwader 143 war ein Verband der Luftwaffe der Wehrmacht vor dem Zweiten Weltkrieg.

## Geschichte
Die I. Gruppe des Jagdgeschwaders 143 bildete sich im Rahmen der Aufrüstung der Luftwaffe am 1. November 1938 durch Umbenennung der III. Gruppe des Jagdgeschwaders 234 in Illesheim (Lage). Ein Geschwaderstab oder weitere Gruppen existierten nicht. Die I. Gruppe war anfangs mit der Arado Ar 68E und anschließend mit der Messerschmitt Bf 109D ausgestattet.
Am 1. Januar 1939 firmierte die I. Gruppe des Jagdgeschwaders 143 in die I. Gruppe des Zerstörergeschwaders 143 um. Damit hatte das Geschwader aufgehört zu bestehen.

## Gruppenkommandeure
I. Gruppe
- Hauptmann Wilhelm Lessmann, 1. November 1938 bis 1. Januar 1939[2]